# 평균곤

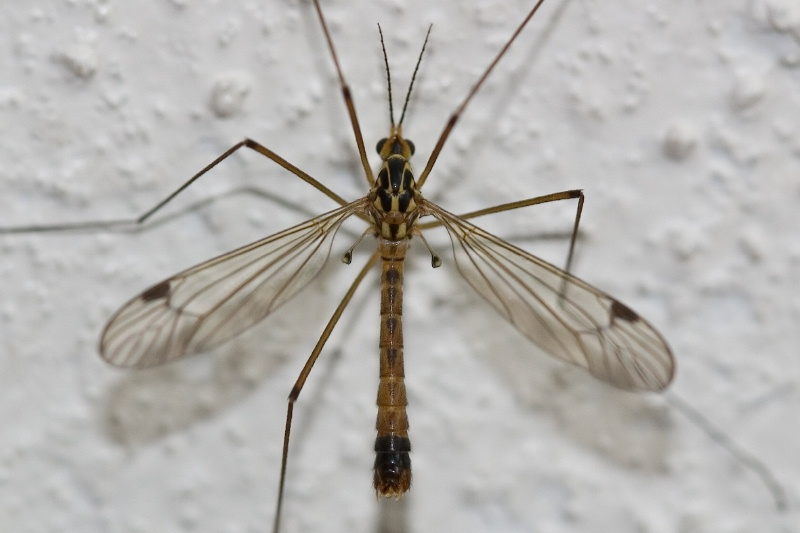
각다귀의 몸에서는 날개에 달린 곤봉 모양의 평균곤을 바로 확인할 수 있다.

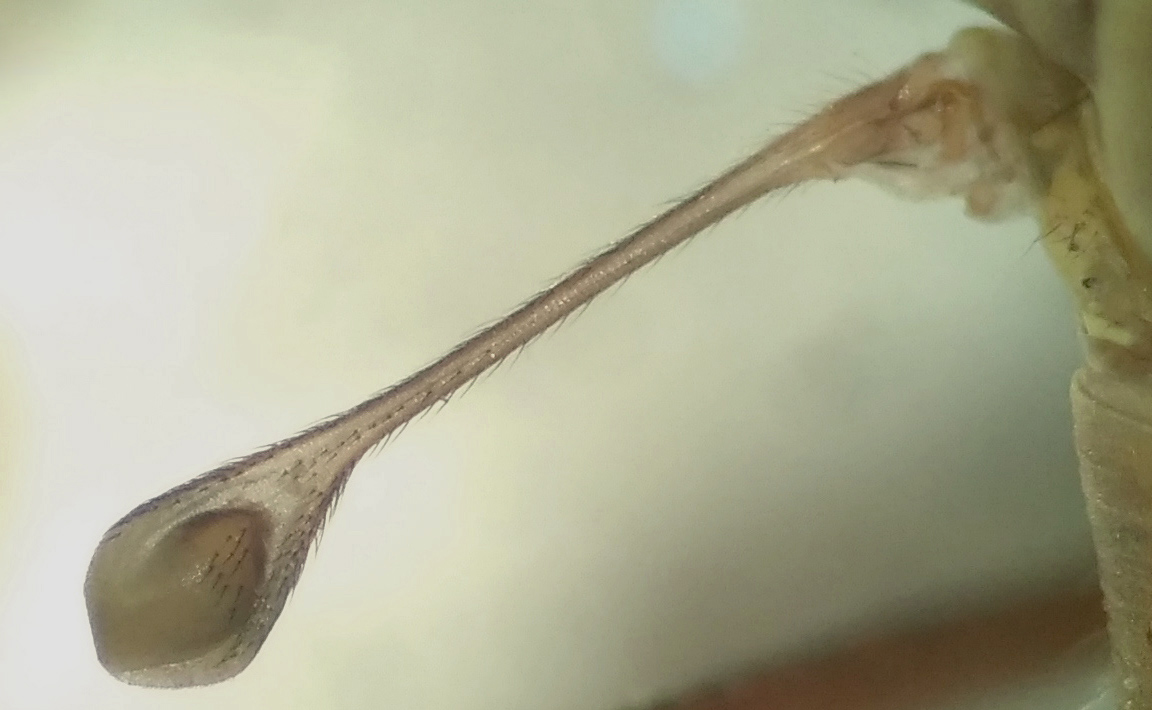
각다귀의 평균곤을 확대한 것.

평균곤(平均棍, 영어: halter/halter)은 한 쌍의 작은 곤봉 모양의 기관으로 곤충의 비행 중 몸의 회전에 대한 정보를 제공한다. 평균곤이 있는 곤충의 예는 집파리, 모기 등이 있다.
평균곤은 날개와 함께 빠르게 진동하며 코리올리 진동 자이로스코프처럼 작동한다. 진동 평면의 회전은 코리올리 효과에 의해 평균곤에 힘을 가한다. 곤충은 평균곤의 기저부에 위치한 캄파니폼 센실라(chosaniform sensilla)와 연골 기관으로 이 힘을 감지해 공간에서의 위치를 해석하고 수정해 날개의 방향을 제어하는 근육에 신속한 피드백을 제공한다. 또한 머리의 안정화를 담당하는 근육에도 이러한 피드백을 제공한다. 평균곤은 날개가 정지한 중에도 독립적으로 운동한다.
평균곤이라는 명칭은 고대 그리스에서 멀리뛰기를 할 때 양손에 드는 아령인 할테레스(ἁλτῆρες)에서 유래된 것이다.